# Sólo se vive dos veces (película)
Sólo se vive dos veces (en México bajo el título 007: Sólo se vive dos veces; título original en inglés: You Only Live Twice) es la quinta entrega de la saga James Bond producida por Eon Productions, protagonizada por Sean Connery como James Bond, agente secreto de MI6. Esta es la primera película de Bond dirigida por Lewis Gilbert, quien años después dirigiría La espía que me amó en 1977 y Moonraker en 1979, ambas protagonizadas por Roger Moore. El guion de la película fue escrito por Roald Dahl, y adaptada libremente de la novela homónima de Ian Fleming escrita en 1964. Es la primera película de James Bond que descarta la mayor parte de la trama de Fleming, utilizando solo unos pocos personajes y ubicaciones del libro como fondo para una historia completamente nueva.
En la película, Bond es enviado a Japón después de que naves espaciales tripuladas estadounidenses y soviéticas desaparecieran misteriosamente en órbita, cada nación culpando a la otra en medio de la Guerra Fría. Bond viaja en secreto a una remota isla japonesa para encontrar a los perpetradores, y se encuentra cara a cara con Ernst Stavro Blofeld, líder de SPECTRE. La película revela la aparición de Blofeld, quien anteriormente era un personaje invisible. SPECTRE está trabajando para el gobierno de una potencia asiática anónima, que aparentemente es la República Popular China, para provocar la guerra entre las superpotencias.
Durante el rodaje en Japón, se anunció que Sean Connery se retiraría del papel de Bond, por lo que la película fue anunciada como la despedida del actor pero después de la ausencia de una película, regresó en 1971 en la película Diamonds are forever y más tarde en 1983, en la película no oficial, Nunca digas nunca jamás. La película fue un gran éxito, recibió críticas positivas y recaudó más de $111 millones en taquilla mundial. Fue la película más taquillera del año en Gran Bretaña. Sin embargo, la película fue la primera de la serie en tener una disminución en los ingresos de taquilla debido a la sobresaturación del género de películas de espías a la que contribuyeron los imitadores de la franquicia, incluida la entonces película competidora, la película de James Bond con licencia competitiva no-canónica mal recibida, Casino Royale, de Columbia Pictures que se lanzó anteriormente en el mismo año.

## Argumento
Sinopsis corta
Dos naves espaciales, una estadounidense y otra soviética, han sido secuestradas en la órbita terrestre. Solo la intervención del Agente 007 podrá evitar una guerra nuclear entre las dos superpotencias. Su misión consistirá en viajar hasta Japón y desenmascarar a la peligrosa organización SPECTRE y a su diabólico líder, Ernest Stavro Blofeld (Donald Pleasence).
Sinopsis larga

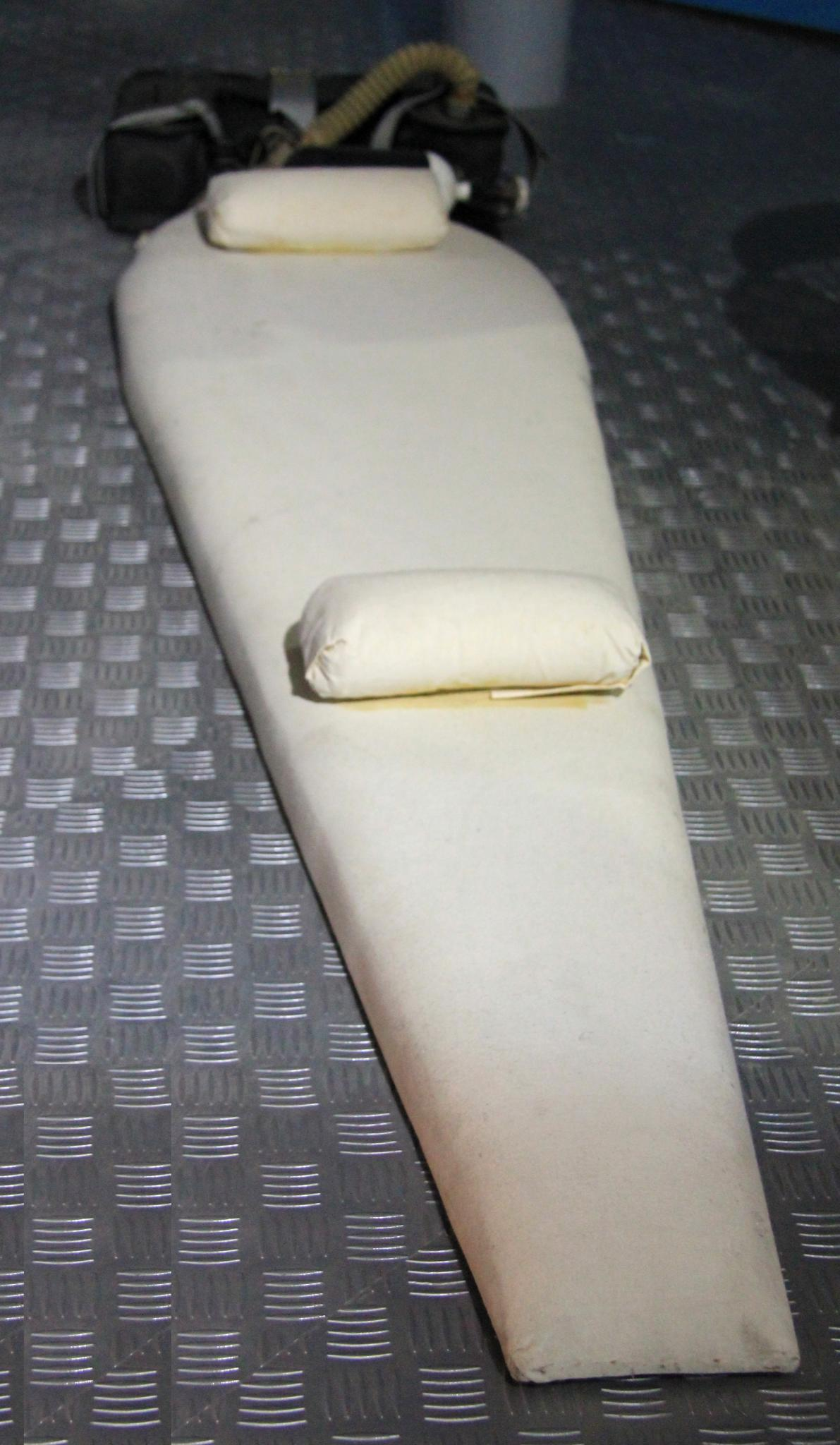
Cama del sepelio en alta mar usada en la película.

En la secuencia pre-créditos una nave espacial de los Estados Unidos es capturada por otra nave no identificada. Los estadounidenses amenazan a los soviéticos con tomar represalias, pero ellos niegan su participación en el asunto. El Servicio Secreto de Su Majestad Británica descubre que la nave pudo haber aterrizado en el mar de Japón y envían a su mejor agente, James Bond, 007, a investigar. Él, estando en Hong Kong, pasa un momento romántico con Ling (Tsai Chin), una hermosa chica quien en gran parte le ayuda a fingir su muerte; esconde la cama y unos asesinos tirotean la misma y huyen.
Más tarde se celebran las honras fúnebres hacia Bond, cuyo "cadáver" es arrojado al mar en calidad de comandante de la Marina Real Británica. Bond, quien estaba en una bolsa de plástico y con mascarilla de oxígeno, es recibido por un submarino donde lo esperan Moneypenny (Lois Maxwell) y M (Bernard Lee), quien le advierte sobre la situación y lo envía con el jefe del servicio secreto japonés, "Tiger" Tanaka. Además, M le cuenta de una pequeña isla donde probablemente aterrizó la supuesta nave soviética y le pide que vea a un contacto llamado Dikko Henderson. Bond antes de irse recibe una clave de Moneypenny para identificarse con Tanaka; "te amo".
Con tres semanas límite para el lanzamiento de otra nave espacial estadounidense, Bond llega a Tokio donde se encuentra con un contacto luchador de Sumo llamado Sadanoyama y este hace que su asistente lo lleve a una pelea de Sumo donde se encuentra con Aki (Akiko Wakabayashi) y al decirle la clave Aki lo llevará a encontrarse con Dikko Henderson, contacto del MI6. Una vez que llegan, Bond se encuentra con Henderson (Charles Gray) y aunque desconfía de él, lo pone a prueba sobre todo con una prótesis de pierna, la cual había perdido en Singapur, Henderson le pide a Bond citarse con "Tiger" Tanaka, jefe del servicio secreto japonés, amigo íntimo de Henderson y aliado del MI6. Henderson le dice además que la hipótesis del aterrizaje de la supuesta nave soviética es correcta aunque ignora quien pudiese ser, pero sabe que una empresa japonesa está involucrada, pero antes de que Henderson continuase es asesinado. Bond, al darse cuenta, busca y pelea con el asesino (David Toguri) y al ver que un coche lo esperaba decide tomar la personalidad del asesino. Bond es llevado por el chófer (Peter Fanene Maivia) al edificio de la empresa sospechosa: Industrias Químicas Osato, una vez en el edificio el chófer revela el rostro de Bond y ambos se embarcan en una pelea dentro de las oficinas del edificio. A pesar de que el chófer poseía una katana, Bond lo domina rompiéndole una estatua en la cabeza y metiéndolo a un pequeño bar secreto de la oficina y al notar una pequeña caja fuerte secreta usa un gadget para abrirla pero logra coger unos pocos papeles ya que es interceptado por la alarma y perseguido por la seguridad del edificio y es ayudado a escapar por Aki, a pesar de la desconfianza de Bond. Al llegar a una estación de metro Aki lo conlleva a una pequeña oficina donde se conoce allí con "Tiger" Tanaka (Tetsuro Tamba), jefe del Servicio secreto japonés. Bond le pide revisar los papeles robados que son un encargo a un puerto, el cual contenía oxígeno líquido para naves espaciales. Tanaka lo lleva a un tren privado donde le ofrece sake e investigan una foto cuya persona que la tomó apareció muerta posteriormente y le pide investigar la costa aparecida en la foto. Tanaka además lo invita a bañarse donde saben que la organización SPECTRE, aliada con Industrias Químicas Osato, están detrás de todo. Al rato Bond recibe un masaje de una agente japonesa pero Aki llega para darle el masaje y pasar un momento romántico con él.
Al día siguiente, Bond llega de nuevo al edificio del Osato donde a pesar de tener otra identidad es vigilado por uno de los oficinistas. En ese momento llega Osato (Teru Shimada) y su asistente Helga Brandt (Karin Dor), haciéndose pasar por Fisher, un ficticio director de Empire Chemicals. Bond afirma que su predecesor falleció y Osato usando secretamente en su escritorio rayos X ve que Bond trae su Walther PPK y Bond le hace un pedido. Cuando Bond se disponía a irse, Osato le ordena a Brandt asesinar a Bond. Una vez fuera del edificio, sicarios de Osato intentan matar a Bond siendo este rescatado por Aki y esta, llamando a Tanaka, hace que envíen un helicóptero con un imán para atraer y neutralizar a los sicarios. Tanaka le avisa que Osato está cargando mercancía en un muelle cercano. Aki y Bond investigan el lugar pero son interceptados por sicarios de Osato con quienes Bond lucha mientras que Aki huye para avisar a Tanaka que siga el barco con la mercancía. Bond es dejado inconsciente donde es llevado al #11 de SPECTRE, Brandt, donde ambos se seducen y le promete una aventura a cambio de no matarlo. Brandt y Bond vuelan a Tokio, donde Brandt huye pretendiendo estrellar el avión. Bond con dificultad logra salir antes de que explote. 
Tanaka descubre que la isla donde desembarcó el barco de Osato es la isla Matsu entre Kobe y Shanghái donde descubren que la carga era enorme y valiosa. Al rato llega Q (Desmond Llewelyn) que trae a su autogiro llamado "Pequeña Nellie", en realidad un Wallis WA-116 Agile con misiles, lanzallamas, bombas en paracaídas y ametralladoras para explorar la isla Matsu. Bond explora la isla la cual posee un pequeño pueblo pesquero y volcanes inactivos, durante la exploración Bond es atacado por varios helicópteros los cuales son derrotados por los gadgets de la "Pequeña Nellie". Mientas tanto, los soviéticos lanzan su nave espacial, la cual es secuestrada por una nave con la insignia estadounidense. La nave secuestradora aterriza en una pequeña base situada en un volcán extinto propiedad de SPECTRE, mientras que los norteamericanos por su parte niegan haber secuestrado la nave soviética. En el pequeño cuartel de SPECTRE se encuentra Osato, la #11 Brandt, el #3 (Burt Kwouk), el #4 (Michael Chow) y el #1 Ernst Stavro Blofeld. Los astronautas soviéticos son puestos prisioneros. Blofeld va a sus habitaciones junto a su asistente Hans (Ronald Rich) quien muestra un pozo de pirañas. SPECTRE ha sido contratado por una potencia mundial (notoriamente la República Popular China) para desatar la guerra entre Estados Unidos y la Unión Soviética para que así emerja una nueva Superpotencia. Blofeld llama a Brandt y a Osato donde les dice que Bond está vivo y al enterarse del fracaso de Brandt hace que ella caiga al pozo de pirañas, y Blofeld, airado, ordena a Osato matar a Bond. 
Bond llega al cuartel general de entrenamiento del servicio secreto japonés en Kioto donde Aki y Tanaka lo reciben y tras estar enterados de las recientes noticias Bond le pide investigar los volcanes de Matsu y traer un ejército de ninjas entrenados. Bond, Tanaka y Aki visitan los pasos de entrenamiento de ninjas y posteriormente lo lleva a una sección donde le muestra gadgets ultra modernos entre los que se encuentran una pistola Mba Gyrojet y un cigarro disparador de micro-cohetes. Tanaka le pide además entrenarse, disfrazarse de japonés y fingir un matrimonio con una agente de la isla. Más tarde, Bond y Aki pasan la noche juntos pero horas después un asesino intenta matar a Bond metiéndole veneno estando dormido pero Bond tras voltearse, sin querer provoca que el veneno caiga en los labios de Aki, quien muere. Bond da muerte al asesino y pide a Tanaka ir pronto a la isla. Al día siguiente Bond entrena pero su compañero intenta asesinarlo pero Bond lo mata al primero. Tanaka reconoce que el muerto no es agente suyo y le promete a Bond ir lo más pronto a la isla.
Bond se "casa" con la agente Kissy Suzuki (Mie Hama) y posteriormente son llevados a la isla Matsu donde solo teniendo cuatro días para el próximo lanzamiento de la nave estadounidense investigarían la isla. Bond y Kissy llegan a una pequeña casa donde cenan y Kissy se resiste a los encantos de Bond siendo un falso matrimonio. Tanaka le pide adelantar la investigación ya que los estadounidenses adelantaron el lanzamiento y Kissy les dice de la muerte de una mujer en una caverna enorme en la isla. Bond y Kissi al día siguiente se dirigen al lugar, donde descubren que hay gas tóxico para espantar y/o matar a cualquiera que se acerque. Ambos agentes escalan a través de los volcanes buscando la base y al ver un helicóptero lo siguen hasta uno de los volcanes y vigilan el sitio cuando en esos momentos ya había despegado la nave estadounidense en lo que preparan un ataque nuclear si la nave es secuestrada. Tras lanzar una piedra al volcán, Bond descubre que ahí se encuentra la base y se encuentra la compuerta principal. Mientras Kissy alertaría a Tanaka, Bond desciende a la base para investigar. Durante la investigación, Bond libera a los astronautas rehenes y se disfraza de astronauta de SPECTRE mientras preparaban la nave para secuestrar la estadounidense. Cuando se proponían a subir a la nave, Blofeld descubre una anomalía y tras traer al astronauta ante su presencia descubre que es Bond y este se entera de que el secuestro de las naves es un plan de SPECTRE y su líder, Ernst Stavro Blofeld (Donald Pleasence) (quien muestra su rostro) para provocar la Tercera Guerra Mundial. Bond es desvestido siendo solo dejado en su vestimenta usada en el día e incautadas sus armas. Inevitablemente la nave de SPECTRE despega a la vez que Tanaka y su ejército de ninjas llegan al volcán. Blofeld le ordena a Hans usar una llave especial para destruir la nave espacial interceptada cuando capture a la nave estadounidense. Bond, con inteligencia, usa uno de sus cigarrillos cohete para asesinar al guardia que custodiaba el dispositivo de apertura de la entrada al cráter lo que permite la entrada de los agentes japoneses quienes toman por asalto la base combatiendo contra los guardias de SPECTRE. Blofeld se lleva a Bond junto con Hans y Osato, y este es asesinado por Blofeld mostrado el precio del fracaso y cuando se proponía a matar a Bond, Tanaka lanza un shuriken al brazo de Blofeld, quien escapa. Tanaka y Bond se proponen a ir a la sala de control para detener los planes de SPECTRE pero antes de llegar lucha contra Hans haciendo que caiga al pozo de pirañas. Bond a contrarreloj logra destruir la nave de SPECTRE antes de que secuestrase la nave y logra evitar una Tercera Guerra Mundial. Blofeld escapa haciendo que la base se autodestruya y Bond, Tanaka, Kissy y los demás agentes logran escapar por la caverna presenciando desde las aguas la autodestrucción de la base emulando la explosión de cualquier volcán.
Al rato todos son rescatados y Kissy y Bond son rescatados por un submarino de la Marina japonesa, en cuyo interior van los directivos de MI6 cuando se proponían a pasar su "luna de miel".

## Reparto
- Sean Connery - James Bond, agente secreto de MI6.
- Akiko Wakabayashi - Aki, Una agente del Servicio Secreto japonés que ayuda a Bond.
- Mie Hama - Kissy Suzuki, una buceadora Ama que se casa con Bond como una táctica encubierta.
  - Nikki van der Zyl (no acreditada) voz de Kissy Suzuki.
- Tetsurō Tamba - Tigre Tanaka, director del Servicio Secreto Japonés.
- Teru Shimada - Sr. Osato, un industrial japonés secretamente afiliado a SPECTRE.
- Karin Dor - Helga Brandt/n.º 11, secretaria de Osato y asesina de SPECTRE.
- Donald Pleasence - Ernst Stavro Blofeld, el megalómano jefe del sindicato terrorista conocido como SPECTRE.
- Bernard Lee - M, director de MI6.
- Lois Maxwell - Miss Moneypenny, secretaria de M.
- Desmond Llewelyn - Q, jefe del Departamento técnico de MI6, conocido como División Q.
- Charles Gray - Dikko Henderson, contacto británico que vive en Japón. Gray más tarde interpretaría a Blofeld en Diamonds Are Forever, junto a Sean Connery.
- Tsai Chin - Ling, Chica china (Hong Kong), agente encubierta de MI6[9]
- Peter Fanene Maivia - chofer, uno de los secuaces de Osaro, quien pelea con Bond en la oficina de Osato.
- Burt Kwouk - Número 3 de SPECTRE, uno de los secuaces de Blofeld. Kwouk anteriormente interpretó al Sr. Ling, agente chino en Goldfinger.
- Michael Chow - Número 4 de SPECTRE, secuaz de Blofeld y secretario de Sr. Osato.
- Ronald Rich - Hans, guardaespaldas de Blofeld.
- David Toguri - asesino del cuarto, secuaz de Osato, asesino de Aki.
- John Stone - Capitán de submarino.
- Norman Jones - Astronauta de la primera nave espacial americana.
- Paul Carson - Astronauta de la primera nave espacial americana.
- Laurence Herder - Cosmonauta soviético.
- Richard Graydon - Cosmonauta de la nave Soviética.
- Bill Mitchell - Astronauta de la segunda nave espacial americana.
- George Roubicek - Astronauta de la segunda nave espacial americana.
- Alexander Knox - Presidente de Estados Unidos.
- Ed Bishop (no acreditado) - Técnico de la NASA en Hawái, quien advierte de la nave intrusa acercándose a la nave americana.[10] Bishop interpretaría Klaus Hergersheimer (no acreditado) en Diamonds Are Forever.
- Frazer Hines (no acreditado) - Número 4 de Spectre (Secretario del Sr. Osato) (voz)
- Shane Rimmer (no acreditado) - Esta fue la primera contribución de Rimmer a la franquicia de Bond, ya que luego aparecería como Tom en Diamonds Are Forever (no acreditado), Vive y deja morir (aunque como voz y sin acreditación) y como el Comandante Carter en La espía que me amó.
- Anthony Ainley (no acreditado) - Policía de Hong Kong.

### Cameos
- Vic Armstrong: Aparece como uno de los ninjas y 30 años después estaría en las películas de 007 como coordinador de especialistas.
- David Bauer: Aparece en la secuencia precréditos como uno de los representantes del gobierno de EE. UU. Aparece en otras películas de la serie.

## Producción

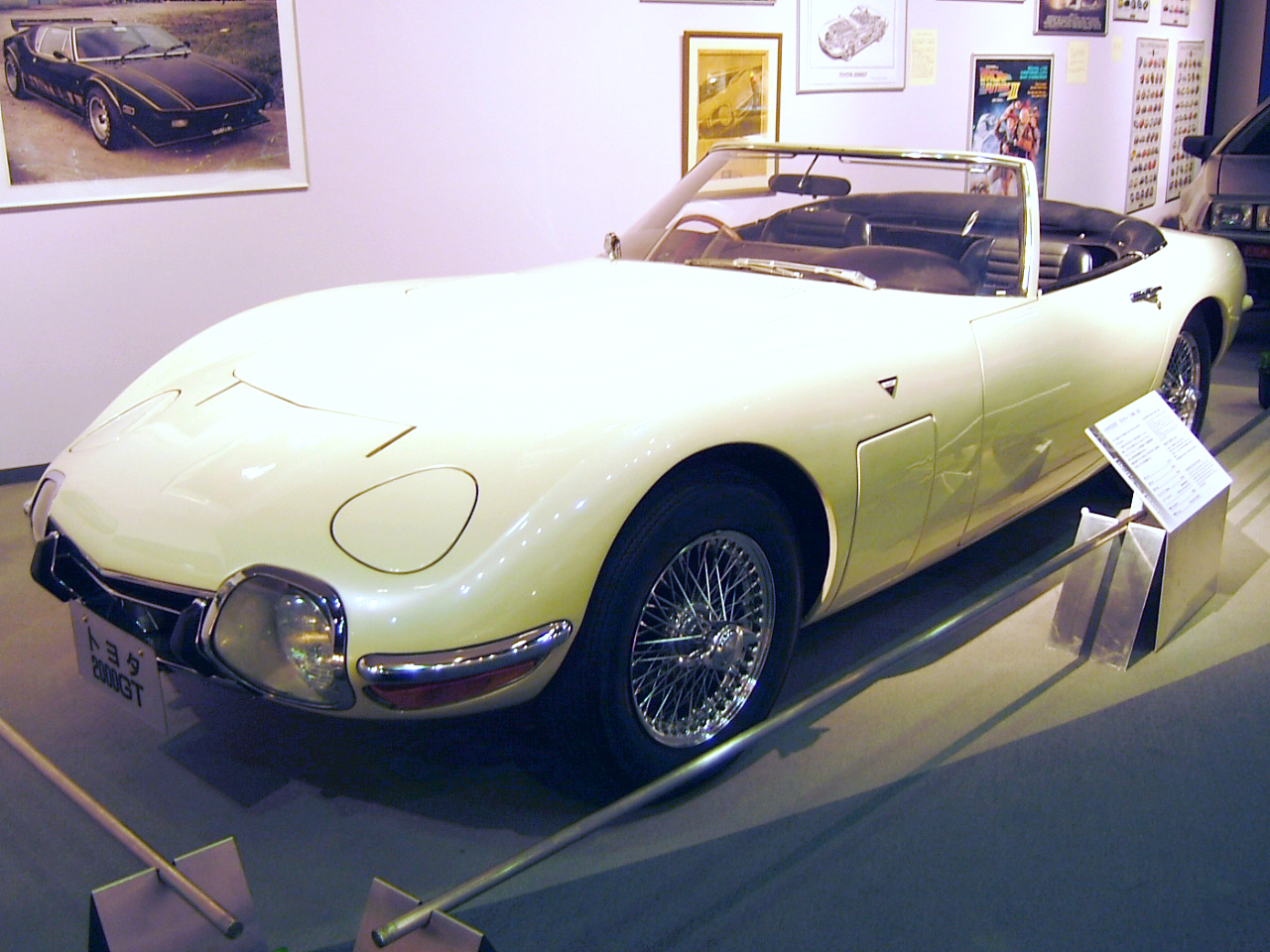
El Toyota 2000GT Open-Top de Aki fue clasificado como el séptimo mejor auto de la serie James Bond por la revista Complex en 2011.

Al Servicio Secreto de Su Majestad fue la próxima película prevista después de Operación Trueno (1965), pero los productores decidieron adaptar Solo se vive dos veces porque ASSDSM requeriría buscar lugares altos y nevados, aunque se pensó en los Alpes suizos se debió aplazar la producción por las constantes nevadas de ese año. Lewis Gilbert originalmente rechazó la oferta para dirigir, pero aceptó después de que el productor Albert R. Broccoli lo llamó diciendo: "No puedes renunciar a este trabajo. Es la audiencia más grande del mundo". Peter Hunt, que editó las primeras cinco películas de Bond, creía que los productores habían contratado a Gilbert para otro trabajo, pero descubrieron que tenían que usarlo.
Gilbert, los productores Broccoli y Harry Saltzman, el diseñador de producción Ken Adam y el director de fotografía Freddie Young luego fueron a Japón y pasaron tres semanas buscando ubicaciones. La sede de la fortaleza costera de SPECTRE se cambió a un volcán extinto después de que el equipo se enteró de que los japoneses no construyen castillos junto al mar. El grupo tenía previsto regresar al Reino Unido en un vuelo Boeing 707 de  BOAC (Vuelo 911 de BOAC) el 5 de marzo de 1966, pero canceló después de que les dijeron que tenían la oportunidad de ver una demostración ninja. Ese vuelo se estrelló 25 minutos después del despegue, matando a todos a bordo. En Tokio, el equipo de producción también encontró a Hunt, quien decidió irse de vacaciones después de que se rechazara su solicitud para dirigir. Hunt fue invitado a dirigir la segunda unidad de la película y aceptó el trabajo.

### Guion
Los productores hicieron que Harold Jack Bloom fuera a Japón con ellos para escribir un guion. Su trabajo fue finalmente rechazado, pero como varias de sus ideas se utilizaron en el guion final, se le otorgó el crédito de "Material de historia adicional". Entre estos elementos estaban la apertura con la falsa muerte y el entierro de Bond en el mar, y el ataque ninja. Como guionista de las películas anteriores de Bond, Richard Maibaum, no estaba disponible, Roald Dahl (un cercano amigo de Ian Fleming) fue elegido para escribir la adaptación, a pesar de no tener experiencia previa escribiendo un guion, excepto por el incompleto Las campanas del infierno van Ting-a-ling-a-ling.
Dahl dijo que la novela original era "el peor libro de Fleming, sin una trama que pudiera hacer una película", y la comparó con un diario de viaje, afirmando que tenía que crear una nueva trama, aunque "sólo pude retener cuatro o cinco de las ideas de la historia original". Al crear la trama, Dahl dijo que "no sabía qué diablos iba a hacer Bond" a pesar de tener que entregar el primer borrador en seis semanas, y decidió hacer una trama básica similar a la primera película. A Dahl se le dio rienda suelta en su guion, a excepción del personaje de Bond y "la fórmula de la chica", que involucra a tres mujeres para que Bond las seduzca: una aliada y una secuaz que ambas son asesinadas, y la chica Bond principal. Mientras que el tercero involucró a un personaje del libro, Kissy Suzuki, Dahl tuvo que crear a Aki y Helga Brandt para cumplir con el resto.
Gilbert colaboró principalmente con el trabajo de Dahl, como declaró el escritor: "No solo ayudó en las conferencias de guiones, sino que tuvo algunas buenas ideas y luego te dejó en paz, y cuando produjiste la cosa terminada, la filmó. Otros directores tienen tal ego que quieren reescribirlo y poner su propio diálogo, y por lo general es desastroso. Lo que admiré tanto de Lewis Gilbert es que simplemente tomó el guión y lo filmó. Esa es la manera de dirigir: o confías en tu escritor o no lo haces ".
Charles Gray, que interpretó a Dikko Henderson, en realidad dice que la famosa frase "agitado no agitado" dice al revés que dice "que se agita no se agita, eso era correcto, ¿no?" Bond responde "Perfecto".

### Casting
Cuando llegó el momento de comenzar el rodaje de la película, los productores se enfrentaron al problema de una estrella desencantada; Sean Connery había declarado que estaba cansado de interpretar a James Bond y todo el compromiso asociado (tiempo dedicado a filmar y publicitar cada película), junto con la dificultad de hacer otro trabajo, lo que potencialmente lo llevaría a encasillamiento. Saltzman y Broccoli pudieron persuadir a Connery aumentando su tarifa por la película, pero se prepararon para buscar un reemplazo.
Jan Werich fue originalmente elegido por el productor Harry Saltzman para interpretar a Blofeld. A su llegada a los estudios Pinewood, tanto el productor Albert R. Broccoli como el director Lewis Gilbert sintieron que era una mala elección, que se parecía a un "pobre y benévolo Santa Claus". No obstante, en un intento de hacer que el casting funcionara, Gilbert continuó filmando. Después de varios días, tanto Gilbert como Broccoli determinaron que Werich no era lo suficientemente amenazante y volvieron a castear a Blofeld con Donald Pleasence en el papel. Las ideas de Pleasence para la apariencia de Blofeld incluían una joroba, una cojera, una barba, y una mano coja, antes de que se establecieran en la cicatriz. Sin embargo, lo encontró incómodo debido al pegamento que lo adhirió a su ojo.
Muchas modelos europeas fueron casteadas para el papel de Helga Brandt, incluyendo a la actriz alemana Eva Renzi quien entró a trabajar en la película, con la actriz alemana Karin Dor siendo elegida. Dor realizó el truco de sumergirse en una piscina para representar la desaparición de Helga, sin el uso de un doble. Curiosamente, para la versión alemana, la voz de Dor fue doblada por otra persona.
Gilbert había elegido a Tetsurō Tamba después de trabajar con él en The 7th Dawn. Se contrató a varios expertos en artes marciales como ninjas. Las dos partes femeninas japonesas resultaron difíciles de elegir, debido a que la mayoría de las actrices probadas hablaban poco inglés. Akiko Wakabayashi y Mie Hama, ambas estrellas de Toho, finalmente fueron elegidas y comenzaron a tomar clases de inglés en el Reino Unido. Hama, inicialmente elegida para el papel de asistente de Tanaka, tuvo dificultades con el lenguaje, por lo que los productores cambiaron su papel con Wakabayashi, quien había sido elegida como Kissy, un papel con menos diálogo. Wakabayashi solo solicitó que el nombre de su personaje, "Suki", se cambiara a "Aki".

### Rodaje
El rodaje de "Sólo se vive dos veces" duró desde julio de 1966 hasta marzo de 1967.
La película se rodó principalmente en Japón y la mayoría de las ubicaciones son identificables.
En síntesis:
- Tokio: Después de llegar a Japón en Akime, Bond va a Tokio. Las escenas iniciales se desarrollan en y alrededor del área de Ginza. El Hotel New Otani Tokyo sirvió como exterior para Químicos Osato, y los jardines del hotel se utilizaron para escenas del entrenamiento ninja. Una persecución en automóvil con el Toyota 2000GT y un Toyota Crown se filmó en gran parte en el área alrededor del Estadio Olímpico utilizado anteriormente para los Juegos Olímpicos de Verano de 1964. La Torre y el centro de Tokio se pueden ver brevemente en una secuencia en la que el auto de los villanos cae en la Bahía de Tokio. La estación de metro privada de Tanaka se filmó en la estación Nakano-shimbashi del metro de Tokio. Se filmó un combate de lucha de sumo en el salón de sumo de Tokio, el Kuramae Kokugikan; esto desde entonces ha sido demolido.
- El Muelle de Kobe aparece en una secuencia cuando Bond investiga el barco "Ning-Po", y está involucrado en una pelea.
- La boda falsa de Bond en un santuario sintoísta se filmó en Nachi.
- El Castillo Himeji en la Prefectura de Hyōgo representa el campo de entrenamiento ninja de Tanaka.
- El pueblo de Bonotsucho Akime era donde vivían Bond y su esposa Ama y donde se rodaron las escenas de Ama.
- El ryokan Shigetomi-so (ahora conocido como Shimazu Shigetomisoh Manor) se utilizó como exterior de la casa de Tanaka.
- La Prefectura de Kagoshima fue la ubicación de varias escenas que representan a Pequeña Nellie (ver más abajo).
- El Monte Shinmoe-dake en Kyūshū se utilizó para los exteriores del cuartel de SPECTRE.[12][29][30]

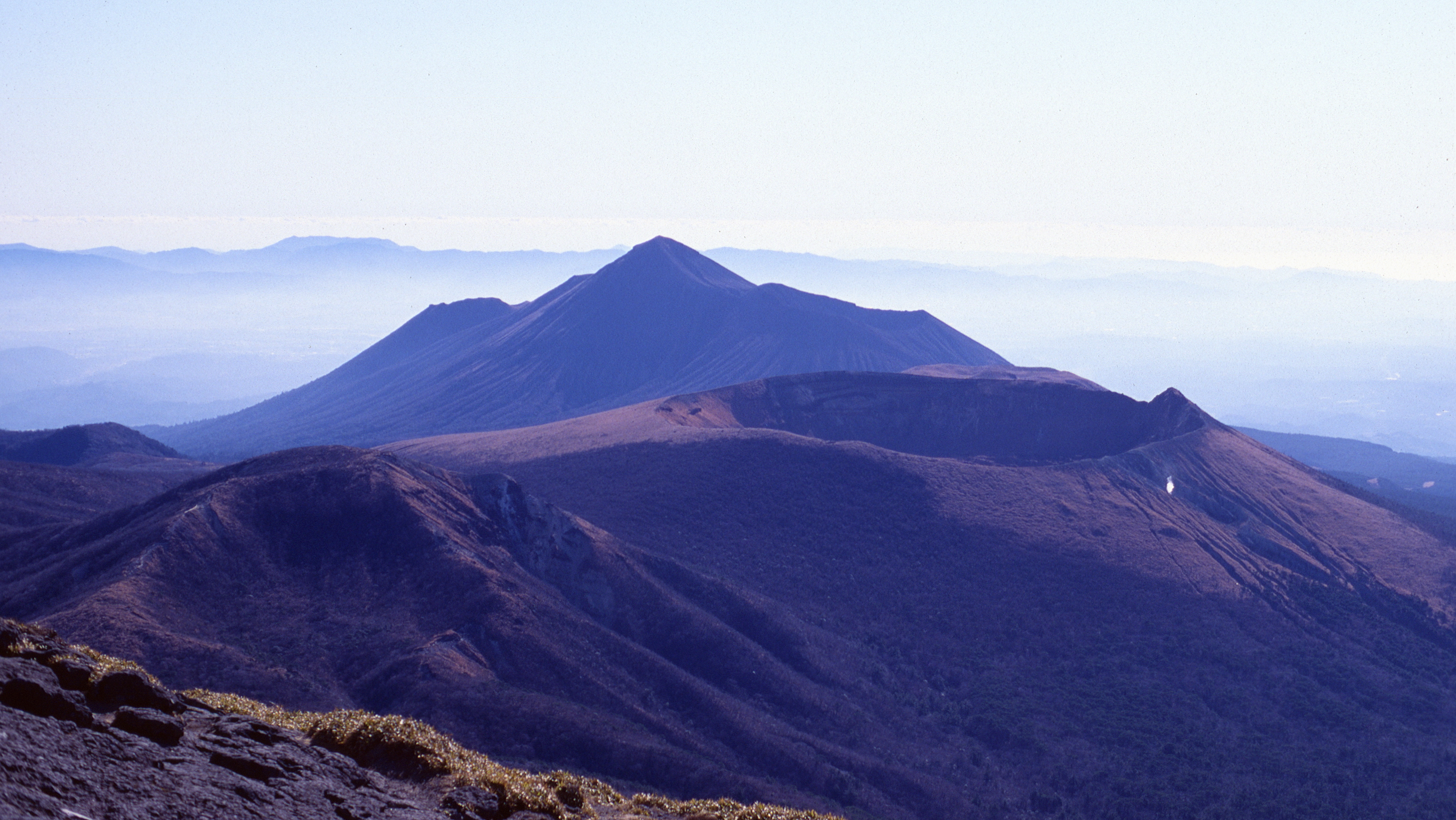
Monte Shinmoedake en 1998 (el cráter fue llenado por una erupción en 2011).

La mayoría de los interiores fueron filmados en Pinewood. La secuencia de apertura en Hong Kong usó algunas imágenes de ubicación de una calle en Kowloon. También se muestra el puerto Victoria de Hong Kong, pero el entierro en el mar de Bond y la recuperación del cadáver se filmaron frente a Gibraltar y las Bahamas. Las escenas con la avioneta que transportaba a Bond a su supuesta muerte se rodaron en un campo de aspecto muy inglés en Buckinghamshire, mientras que se suponía que era Japón.
Grandes multitudes estuvieron presentes en Japón para ver el rodaje. Un fan japonés comenzó a seguir a Sean Connery con una cámara, y la policía tuvo que lidiar con las incursiones de fanáticos varias veces durante el rodaje.
El Autogiro WA-116 "Pequeña Nellie" fuertemente armado se incluyó después de que Ken Adam escuchó una entrevista de radio con su inventor, el comandante de Ala de la RAF Ken Wallis. Pequeña Nellie fue nombrada en honor de la estrella de música hall Nellie Wallace, que tiene un apellido similar al de su inventor. Wallis pilotó su invento, que fue equipado con varios armamentos de maquetas por el equipo de efectos especiales de John Stears, durante la producción.
La batalla de "Nellie" con los helicópteros resultó ser difícil de filmar. Las escenas se rodaron inicialmente en Miyazaki, primero con tomas del autogiro, con más de 85 despegues, cinco horas de vuelo y Wallis casi choca contra la cámara varias veces. Una escena que filmaba los helicópteros desde arriba creó una gran corriente descendente, y el pie del camarógrafo John Jordan fue cortado por el rotor de la nave. Los cirujanos que visitaron el país lo volvieron a colocar quirúrgicamente y luego lo amputaron en Londres cuando se consideró que la cirugía tenía fallas. Jordan continuaría trabajando para la serie Bond con una prótesis de pie. Los disparos finales involucraron explosiones, que el gobierno japonés no permitió en un parque nacional; por tanto, la tripulación se trasladó a Torremolinos, España, que se parecía al paisaje japonés.  Las tomas del volcán fueron filmadas en Shinmoedake en la isla Kyushu
Los conjuntos de la base del volcán SPECTRE, incluido el helipuerto operativo y el monorraíl, se construyeron en un lote dentro de Pinewood Studios, a un costo de 1 millón de dólares. El conjunto de 45 m (148 pies) de altura podía verse desde 5 kilómetros (3 millas) de distancia y atrajo a mucha gente de la región. Las ubicaciones fuera de Japón incluyeron el uso de la fragata HMS Tenby de la Marina Real, luego en Gibraltar, para el sepelio en el mar, Hong Kong para la escena en la que Bond finge su muerte y Noruega por la estación de radar soviética.
La entonces esposa de Sean Connery; Diane Cilento, interpretó las escenas de natación para al menos cinco actrices japonesas, incluida Mie Hama. El experto en artes marciales Donn F. Draeger proporcionó entrenamiento en artes marciales, y también siendo doble de riesgo para Connery. El editor habitual de Lewis Gilbert, Thelma Connell, fue contratado originalmente para editar la película. Sin embargo, después de que su corte inicial de casi tres horas recibió una respuesta terrible de las audiencias de prueba, se le pidió a Peter R. Hunt que reeditara la película. El montaje de Hunt resultó ser un éxito mucho mayor y, como resultado, se le otorgó la silla de director en la siguiente película.

### Banda sonora
La banda sonora fue la cuarta de la serie compuesta por John Barry. Intentó incorporar la "elegancia del sonido oriental" con pistas inspiradas en la música japonesa. El tema principal, "You Only Live Twice", fue compuesta por Barry y letrista Leslie Bricusse, y cantada por Nancy Sinatra después de que su padre Frank Sinatra dejara pasar la oportunidad. Se informó que Nancy Sinatra estaba muy nerviosa mientras grababa: primero quería dejar el estudio; luego afirmó que a veces "sonaba como Minnie Mouse". Barry declaró que la canción final usa 25 tomas diferentes.
Hay dos versiones de la canción "You Only Live Twice", cantada por Nancy Sinatra, una directamente de la banda sonora de la película y una segunda para el lanzamiento del disco arreglada por Billy Strange. La canción de la banda sonora de la película es ampliamente reconocida por sus sorprendentes primeros compases y su sabor oriental, y fue mucho más popular en la radio. El lanzamiento discográfico alcanzó el puesto 44 en las listas de Billboard en los Estados Unidos y el puesto 11 en el Reino Unido. Ambas versiones de la canción principal están disponibles en CD.
Julie Rogers grabó originalmente una canción de título diferente, pero finalmente se descartó. Solo dos líneas de esa versión se mantuvieron en la letra final, y la parte orquestal se cambió para adaptarse al rango vocal de Sinatra. La versión de Rogers solo apareció en el disco James Bond 30th Anniversary CD, sin crédito de cantante. En la década de 1990, un ejemplo alternativo de un posible tema musical (también llamado "Sólo se vive dos veces" y cantado por Lorraine Chandler) fue descubierto en las bóvedas de RCA Records. Se convirtió en una pista muy popular entre los seguidores de la escena Northern soul (Chandler era bien conocida por su producción de soul de alta calidad en RCA) y se puede encontrar en varias compilaciones de soul de RCA.
- 1. You Only Live Twice (Title Song) — Nancy Sinatra
- 2. Capsule In Space
- 3. Fight At Kobe Dock - Helga
- 4. Tanaka's World - no usado en la película
- 5. A Drop In The Ocean
- 6. The Death Of Aki
- 7. Mountains And Sunsets
- 8. The Wedding
- 9. James Bond - Astronaut?
- 10. Countdown For Blofeld
- 11. Bond Averts World War Three
- 12. You Only Live Twice (End Title) — Nancy Sinatra
- 13. James Bond In Japan
- 14. Aki, Tiger And Osato
- 15. Little Nellie
- 16. Soviet Capsule
- 17. Spectre And Village
- 18. James Bond - Ninja

## Promoción

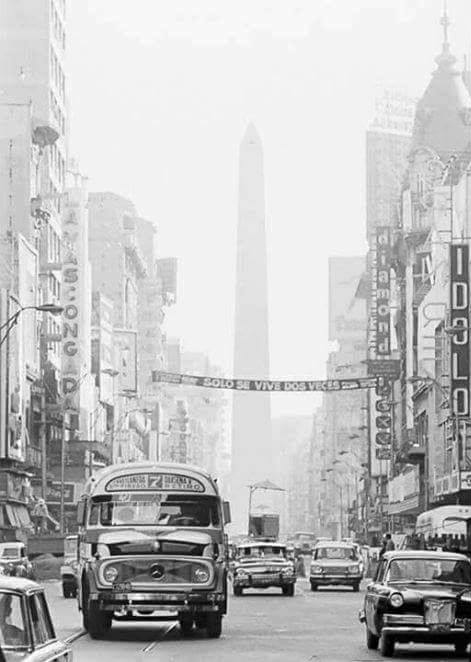
Promoción de la película en la avenida Corrientes en Gran Rex, Buenos Aires, Argentina.

Para promocionar la película, United Artists Television produjo un programa de televisión en color de una hora titulado "Bienvenido a Japón, Sr. Bond", que se emitió por primera vez el 2 de junio de 1967 en los Estados Unidos en NBC. Aparecieron los habituales de Bond, Lois Maxwell y Desmond Llewelyn, interpretando respectivamente a Miss Moneypenny y Q. Kate O'Mara aparece como asistente de Miss Moneypenny. El programa muestra clips de "Solo se vive dos veces" y las cuatro películas de Bond existentes en ese momento, y contiene una historia de Moneypenny tratando de establecer la identidad de la novia de Bond.

## Estreno y recepción
Sólo se vive dos veces fue estrenada en el Odeon Leicester Square en Londres el 12 de junio de 1967, con la reina Isabel II en asistencia. La película se estrenó al día siguiente en el Reino Unido y Estados Unidos, estableció un récord en el día de la inauguración en el Odeon Leicester Square y alcanzó el número uno en los Estados Unidos con un fin de semana bruto de $ 600,000. Recaudó $ 7 millones en 161 cines en los Estados Unidos en sus primeras tres semanas, y fue la número uno durante siete semanas. La película recaudó $ 43 millones en los Estados Unidos y más de $68 millones en todo el mundo.

### Críticas contemporáneas
Roger Ebert del Chicago Sun-Times otorgó a la película dos estrellas y media de cuatro, en la que criticó el enfoque en los dispositivos, declarando que "la fórmula no funciona su magia. Como su predecesor Thunderball, otra entrada por debajo del par, este uno está cargado de artilugios, pero es débil para trazar y hacer que todo funcione al mismo tiempo ". Bosley Crowther, escribió para el The New York Times, sintió "hay suficiente de la brillante y sosa bravuconería del popular súper detective británico mezclada en este tumulto de lanzamiento de cohetes para convertirlo en una bolsa de buena diversión de Bond. Y hay mucho de ese ruido científico, tanta guerra de súper cápsulas en el espacio y alboroto con artilugios electrónicos en una gran plataforma de lanzamiento subterránea secreta, que esta imagen de aventura debe ser la alegría y el deleite de los jóvenes y dar placer a los adultos razonables que pueden encontrar alivio en lo majestuosamente absurdo ".
Variety declaró de manera más positiva que "Como entretenimiento [Sólo se vive dos veces] se compara favorablemente en calidad y está repleto de tantas peleas, artilugios y bellezas como sus predecesores". Time fue muy crítico con la película afirmando que la franquicia se había convertido en "la víctima de la misma desgracia que una vez le sucedió a Frankenstein: ha habido tantas imitaciones extravagantes que el original parece una copia". El revisor luego se burló de que "los efectos son ineficaces. Las secuencias del espacio exterior serían más apropiadas en un corto educativo de la escuela primaria titulado Our Amazing Universe, y el clímax volcánico es una serie de tomas de proceso torpes que nadie se tomó la molestia de arreglar. Incluso Connery parece incómodo y fatigado ... " Clifford Terry en el Chicago Tribune, comentó que "un gran porcentaje de  Sólo se vive dos veces  es decepcionante, carece del ingenio y la chispa, el ritmo y la fuerza de sus predecesores, especialmente los tres primeros. El guión de Roald Dahl está lleno de chistes de sesgo sexual que son ya sea patéticamente débil o sofocante, los juegos de palabras patentados de Bond son más insignificantes e incluso el entusiasmo de Connery por su carácter astuto, suave y sensual parece haber disminuido ".

### Críticas retrospectivas
En la página Agregadora de Reseñas Rotten Tomatoes, la película tiene un índice de aprobación del 73% basado en 49 reseñas con una calificación promedio de 6.53 / 10. El consenso crítico del sitio web dice: "Con lugares exóticos, efectos especiales impresionantes y un villano central digno,  Sólo se vive dos veces  supera una historia desordenada e inverosímil para ofrecer otra película memorable de Bond". James Berardinelli de ReelViews dijo que la primera mitad fue buena, pero "Solo durante la segunda mitad, cuando la trama se intensifica más allá de los límites de la ridiculez, la película comienza a fragmentarse", criticando la apariencia de Blofeld y afirmando "cohetes que devoran naves son un poco extravagantes ". Ali Barclay de  BBC Films  criticó el guion de Dahl como mostrando "un mundo completamente nuevo de villanía y tecnología". Leo Goldsmith elogió la base del volcán como "el más impresionante de los sets de Ken Adam para la franquicia". Danny Peary escribió que la película "debería haber sido unos veinte minutos más corto" y la describió como "no es una mala película de Bond, pero no se compara con sus predecesoras: la fórmula se había vuelto un poco obsoleta".
IGN clasificó a  Solo se vive dos veces  como la cuarta mejor película de  Bond , y Entertainment Weekly como el segundo mejor, considerando que "empuja la serie al borde exterior de la frescura". Sin embargo, Norman Wilner de MSN la eligió como el quinto peor, criticando la trama, las escenas de acción y la falta de tiempo en pantalla de Blofeld. El crítico literario Paul Simpson calificó la película como una de las más coloridas de la serie y le dio crédito a la prefectura de Kagoshima por agregar "un buen sabor" de influencia japonesa en la película. pero criticó la descripción de Blofeld como una "decepción", "pequeña, calva y una cicatriz ferina". Simon Winder dijo que la película es "perfecta" para las parodias de la serie. John Brosnan, en su libro "James Bond en el cine", comparó la película con un episodio de Thunderbirds con una dependencia de los gadgets, pero admitió que tenía ritmo y espectáculo. Christopher Null consideró la película como una de las aventuras más memorables de James Bond, pero la trama era "prolongada y bastante confusa".
La película es reconocida por el American Film Institute en estas listas:
- 2003: AFI's 100 años... 100 héroes y villanos:
  - Ernst Stavro Blofeld— Nominado Villano[66]